# Площадь Калинина (Санкт-Петербург)

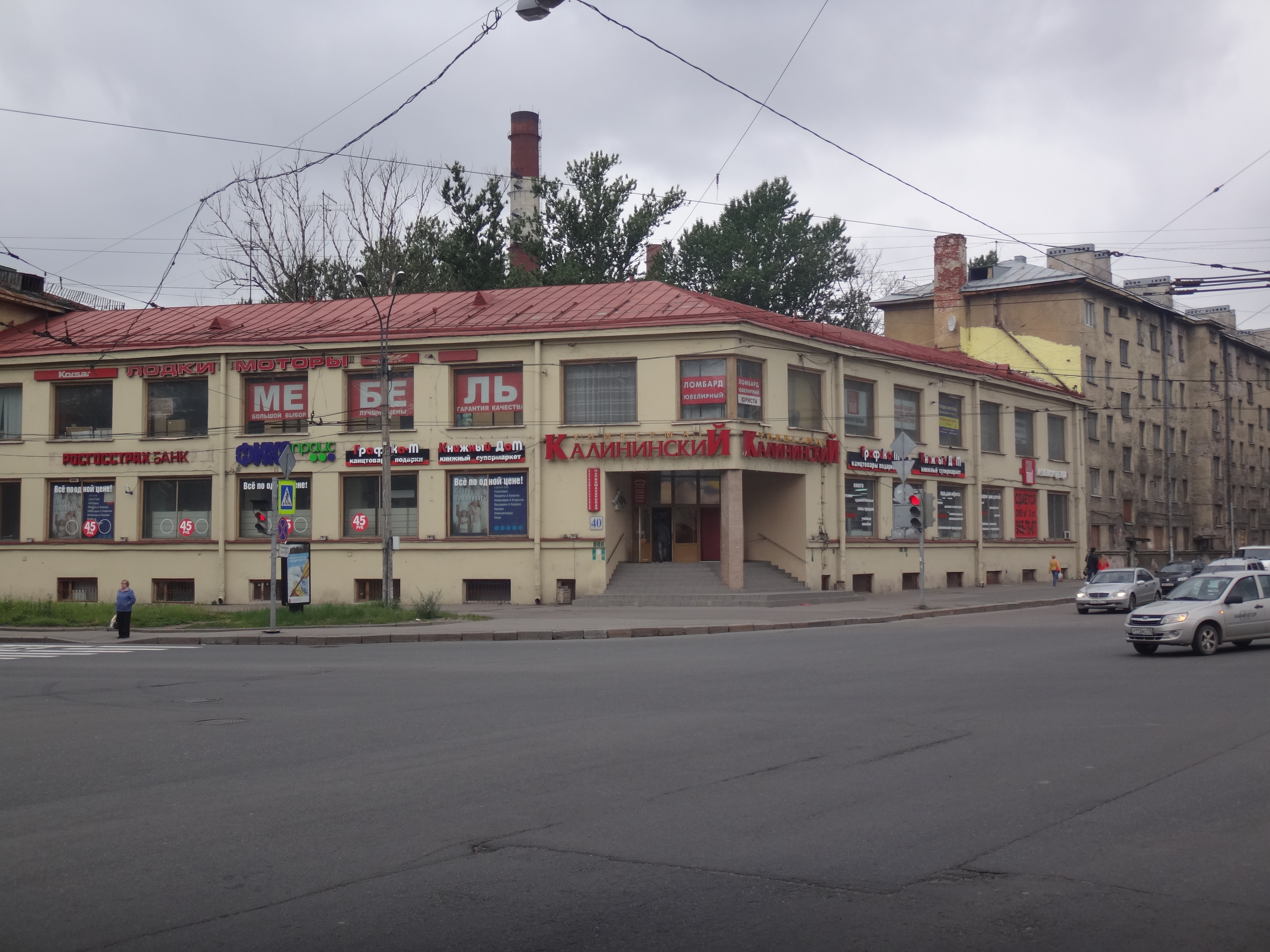
Калининский универмаг

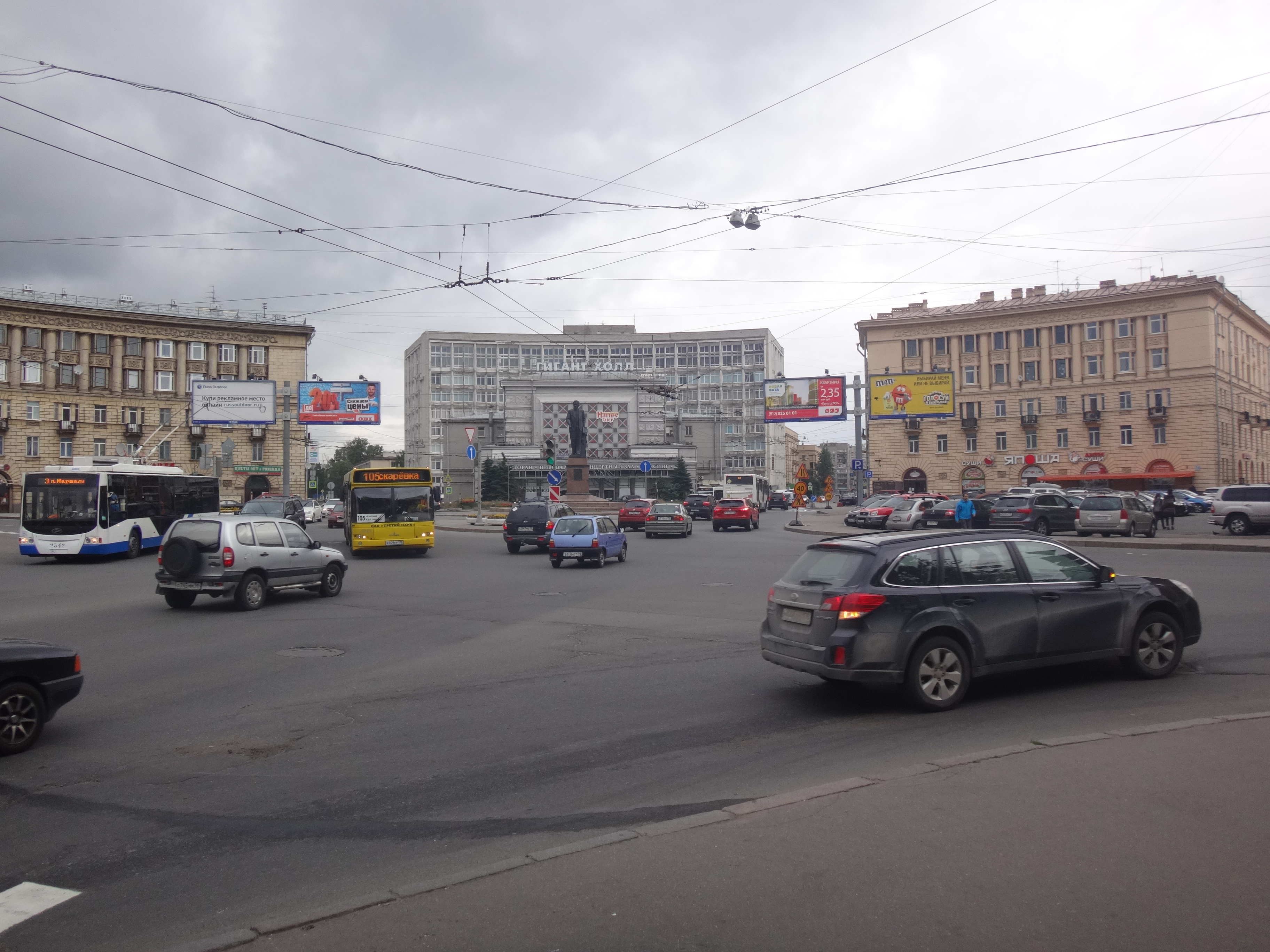
Два жилых дома в стиле сталинского ампира, памятник М. И. Калинину; бывший кинотеатр «Гигант» (с 1990-х годов казино и развлекательный центр «Гигант-Холл», в 2017 г. магазин сети «Перекресток»), бывший Физико-механический техникум имени Зверева при Ленинградском Оптико-механическом объединении имени Ленина (ныне одна из площадок Технического колледжа управления и коммерции)

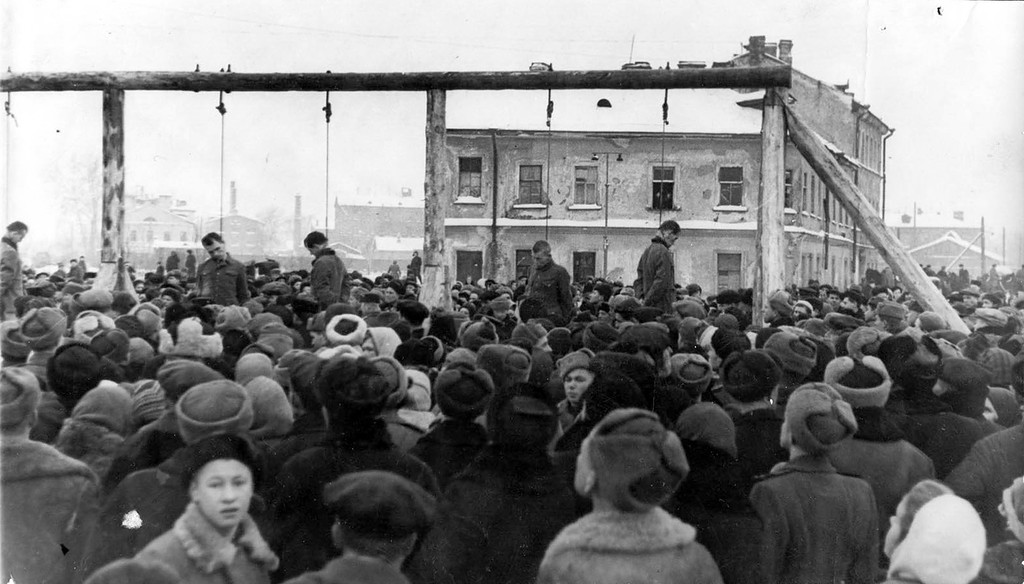
5 января 1946 года. Казнь военных преступников

Площадь Кали́нина — площадь в Калининском районе Санкт-Петербурга. Образована пересечением Кондратьевского и Полюстровского проспектов, Лабораторной улицы и переулка Усыскина.

## Наименование
Первоначальное название площадь перед кинотеатром Гигант возникло в начале 1950-х годов. Современное название площадь Калинина дано 26 ноября 1955 года, в честь советского государственного и партийного деятеля М.И. Калинина, в связи с 80-летием со дня рождения.

## История
Эта часть Выборгской стороны со второй половины XIX века участвовала в промышленном развитии района, богатого металлургическими и машиностроительными предприятиями. Неподалёку от заводов находилось жилье для рабочих, в значительной мере неблагоустроенное, барачного типа. В 1920-30-х годах Советское правительство стало развивать новое массовое жилищное строительство для улучшения условий жизни рабочих, и квартал между Полюстровским и Кондратьевским проспектами, улицей Жукова и Чичуринским переулком был застроен в стиле конструктивизма 12 корпусами жилых пятиэтажек Кондратьевского жилищного массива с двухэтажным Калининским универмагом на углу проспектов. В позднее советское и постсоветское время уже эти дома были признаны несоответствующими современным требованиям к комфортному жилью (коммунальные квартиры, отсутствие ванн и горячего водоснабжения) и расселены под снос, который однако на начало 2018 г. не состоялся вследствие признания корпусов и планировки квартала с зонами зелёных насаждений ценным наследием архитектуры конструктивизма.
Название площади присвоено в 1955 году, тогда же на площади был установлен памятник М. И. Калинину (скульптор М. Г. Манизер, архитектор А. К. Барутчев).
Архитектурной доминантой площади является построенный в 1933—1935 гг. по проекту архитекторов А. И. Гегелло и Д. Л. Кричевского крупнейший на то время в городе кинотеатр «Гигант». В 1990-е годы здании было расположено казино сети «Джекпот», а после запрета игорного концертный зал «Гигант-Холл» и другие организации. Во второй половине второго десятилетия XXI века там находится супермаркет сети «Перекресток».
5 января 1946 года на площади, перед кинотеатром «Гигант», были казнены через повешение немецкие военнопленные, осуждённые за уничтожение мирного населения в годы Великой Отечественной войны.
В 1947—1955 годах по обеим сторонам от кинотеатра по проекту архитекторов А. К. Барутчева, Л. Н. Линдрота и Н. И. Иоффе были построены два пятиэтажных дома с колоннадами в верхних этажах (Кондратьевский просп., 31 и 42).
27 декабря 2017 г. в камере хранения вещей магазина сети «Перекресток» в здании бывшего кинотеатра «Гигант» был совершен взрыв.
С 1916 года по 2002 год на площади располагалось трамвайное кольцо.

## Достопримечательности
Главной архитектурной особенностью площади является то, что она спроектирована в знаковой для Ленинграда форме «пяти углов».

### Кинотеатр «Гигант» (Кондратьевский проспект, дом 44,Лабораторная улица, дом 1)
Дворец кино или Кинотеатр «Гигант» или Гигант-Холл. Здание кинотеатра на 1400 мест в стиле сталинского неоклассицизма построено в 1934-1936 годах по проекту архитекторов А.И. Гегелло, Д.Л. Кричевского. Сейчас в этом здание находится казино «Конти» и «Гигант-Холл». В центре площади установлен памятник М.И. Калинину — скульптор М.Г. Манизер, архитектор А.К. Барутчев.

### Жилые дома (Кондратьевский проспект, дома 31 и 42)
Жилые дома. Два симметричных жилых дома с колоннадами на верхних этажах в стиле сталинского неоклассицизма по обе стороны от кинотеатра «Гигант» построены в 1947-1955 годах по проекту архитекторов А.К. Барутчева и Я.О. Рубанчика.

### Жилой дом (Полюстровский проспект, дом 47)
Жилой дом в стиле сталинского неоклассицизма построен в 1952 году по проекту архитекторов А.К. Барутчева и Ф.А. Гепнера.

### Калининский универмаг (Кондратьевский проспект, дом 40, Полюстровский проспект, дом 40)
Калининский универмаг Кондратьевского жилмассива. Здание в стиле конструктивизма построено в 1933-1936 годах, входит в комплекс Кондратьевского жилмассива по проекту архитекторов Г.А. Симонова, Л.М. Тверского и других.

## Транспорт
Ближайшая станция метро к площади Калинина:  Площадь Ленина (пешком до площади 3 км).
Рядом с площадью находятся остановки общественного транспорта «Площадь Калинина»: автобус 28, 33, 37, 107, 137, 230, 295, троллейбус: 8, 38, 43.